# クロムネヤマガメ
クロムネヤマガメ（Rhinoclemmys melanosterna）は、爬虫綱カメ目イシガメ科アメリカヤマガメ属に分類されるカメ。

## 分布
エクアドル北西部、コロンビア西部、パナマ東部
模式標本の産地（模式産地）はコロンビアで、コロンビアに分布することも共に英名の由来になっている。

## 形態
最大甲長29センチメートル。オスよりもメスの方が大型になり、オスは最大甲長25センチメートル。背甲はややドーム状に盛り上がる。背甲の色彩は黒や暗褐色で、斑紋が入らない。左右の肛甲板の間にはごく浅い切れ込みが入る。腹甲の色彩は黒や暗褐色で、外縁や甲板の継ぎ目（シーム）は淡黄色や淡黄褐色。種小名melanosternaは「黒い胸」の意で、腹甲の色彩に由来し和名と同義。
頭部はやや小型か中型。吻端はやや突出し、上顎の先端は浅く凹む。虹彩は淡黄色や白。頭部の色彩は黒や暗褐色で、吻端から眼や鼓膜の内側、側頭部にかけて1本の淡緑色や黄色、橙色、赤の筋模様が入る。大型個体では側頭部の筋模様が消失することもある。下顎や喉、頸部側面や腹面の色彩は黄色で、喉、頸部側面には黒い斑点や虫食い状の斑紋が入る。指趾の間には水掻きが発達する。四肢の色彩は暗灰色や暗褐色で、黄色や橙色の斑点が入る。
卵は長径4.8-7.1センチメートル、短径2.8-3.8センチメートル。孵化直後の幼体は甲長3.9-5.9センチメートル。幼体は肋甲板に淡黄褐色や淡黄色の斑点が入る個体もいるが、成長に伴い消失する。眼後部から後方に向かう筋模様の下に2-3本の筋模様が入るが、成長に伴い複雑な模様になる個体が多い。

## 分類
アシポチヤマガメの亜種やシノニムとされていたが、分布が重複しないこと、色彩や斑紋に差異があること、中間型の個体がいないこと、分子系統学的解析などから独立種とする説が有力である。核DNAとミトコンドリアDNAの分子系統学的解析から属内ではアシポチヤマガメ、カンムリヤマガメ、ハナトガリヤマガメ、ハラスジヤマガメ、ミゾヤマガメと単系統群を形成すると推定されている。

## 生態
サバンナや熱帯モンスーン林、熱帯雨林内を流れる河川、湖、池沼、塩性も含めた湿原、河口、三角州、潟湖、水路などに生息する。昼行性。
食性は植物食傾向の強い雑食で、草、果実などを食べる。
繁殖形態は卵生。少なくともコロンビアの個体群は周年繁殖し、特に6-8月と11月に繁殖することが多い。1回に1-2個の卵を数回に分けて産む。産卵時には穴を掘らないが、産み終えた卵には落ち葉や腐葉土を薄くかける。卵は85-141日で孵化し、雨季にあたる9-11月に地表に現れることが多い。

## 人間との関係
生息地では食用や薬用にされたり、民芸品の材料とされることもある。
ペットとして飼育されることもあり、日本にも輸入されている。生息地では野生のカメの輸出が厳しく制限されているため、国際的にも流通量は非常に少ない。アクアテラリウムで飼育される。飼育下でも果実を好むが昆虫や肉も食べ、植物質の多いリクガメ用の配合飼料、動物質の多い水棲ガメ用の配合飼料にも餌付く。